# Alessandro Sanvito
Alessandro Sanvito (14 de diciembre de 1938 - 19 de octubre de 2020) fue un ajedrecista italiano.
Expertos en la Historia del Ajedrez, fue Maestro Honorario de la Federación de Italia de Ajedrez. En 2010 y 2011, la editorial austríaca Refordis publicó dos grandes volúmenes en su honor, que contiene elementos históricos del Ajedrez de todo el mundo: Festschrift in Honour of Alessandro Sanvito.

## Obras
- Gli scacchi in Lombardia (Ajedrez en Lombardía), Milán, FSI, 1985
- Breve storia del gioco a quattro coi dadi (Una breve historia del juego con cuatro dados), Milán, L'Italia Scacchistica, 1991
- Figure di scacchi (Figuras de Ajedrez), Milán, Editorial Mursia, 1992
- L'opera scacchistica di Adriano Chicco (La aportación al Ajedrez de Antonio Chicco), Milán, edición privaaa, 1992
- Il circolo scacchistico di Bresso nel suo primo millennio (El Club de Ajedrez de Bresso en su primer milenio), Bresso, 1994
- Lineamenti di una bibliografia italiana degli scacchi 1987-1996, Roma, Editorial AMIS, 1997
- Bibliografia italiana degli scacchi, Milán, Sylvestre Bonnard, 1999
- I codici scacchistici di Giulio Cesare Polerio e Gioacchino Greco, Brescia, Messaggerie Scacchistiche, 2006
- Scacchi manoscritti, Roma, Caissa Italia, 2008